# 春日井市立牛山小学校
春日井市立牛山小学校（かすがいしりつ うしやましょうがっこう）は、愛知県春日井市牛山町にある公立小学校。

## 概要
- 牛山町の大部分、新開町（字新開、字北野池、字平淵の一部）が校区であり、公立中学校の進学先は春日井市立西部中学校である[1]。
- 旧・東春日井郡鷹来村の小学校であった。

## 沿革
- 1873年（明治6年）9月24日 - 第2大学区第3番中学区第47番小学耕餘学校として開校。瑞林寺[注釈 1]を仮校舎とする。牛山村、大手村、大手田酉新田、田楽新田の児童が通学する。
- 1876年（明治9年） - 牛山学校に改称する。校区は牛山村のみとなる。
- 1877年（明治10年） - 休校となる。
- 1879年（明治12年） - 再開する。
- 1889年（明治22年）10月1日 - 牛山村、大手村、大手酉新田、田楽新田が合併し、片山村が発足。同時に尋常小学片山学校に改称する。
- 1892年（明治25年） - 片山尋常小学校に改称する。
- 1893年（明治26年）4月 - 校舎を新築し、移転する[注釈 2]。
- 1906年（明治39年）7月16日 - 片山村と田楽村が合併し、鷹来村が発足する。
- 1908年（明治42年） - 鷹来尋常小学校に改称する。
- 1910年（明治43年） - 校舎を増築する。
- 1941年（昭和16年）4月1日 - 牛山国民学校に改称する。
- 1943年（昭和18年）6月1日 - 勝川町、篠木村、鳥居松村、鷹来村が合併し春日井市発足。
- 1947年（昭和22年）4月1日 - 春日井市立牛山小学校に改称する。
- 1953年（昭和28年）4月1日 - 現在地に校舎が完成し、移転する。
- 1955年（昭和30年） - 航空機ジェット機化に伴う小牧空港の騒音対策として、壁や窓を二重化する防音工事を行う。
- 1965年（昭和40年） - 新校舎（鉄筋コンクリート造、現・北館。）が完成する。
- 1973年（昭和48年） - 南館が完成する。
- 1975年（昭和50年） - 体育館が完成する。

## 交通アクセス
- かすがいシティバス北部線「さつき台児童遊園」バス停より徒歩約5分。
- 名鉄小牧線間内駅下車、徒歩約12分。

## 周辺施設
- 愛知県立春日井西高等学校
- 牛山保育園
- 牛山幼稚園
- 牛山公園
- 春日井製菓春日井工場